# Vuoto a perdere
Vuoto a perdere es el 5° sencillo de Noemi y el premier del álbum RossoNoemi.

## La canción
Vuoto a perdere fue escrito por Vasco Rossi y Gaetano Curreri; es el 5° sencillo de Noemi. Vuoto a perdere se publicó el 28 de enero de 2011. La canción fue incluida en el film Femmine contro maschi de Fausto Brizzi publicado el 4 de febrero de 2011.

## Versiones
| N.º | Título            | Letras      | Música          | Duración |  |
| 1.  | «Vuoto a perdere» | Vasco Rossi | Gaetano Curreri | 4:03     |  |

## El videoclip
El video musical producido por Vuoto a perder está dirigida por Fausto Brizzi. El video fue lanzado el 1 de febrero de 2011 y tiene una duración de 4 min : 03 s. Los protagonistas son Carla Signoris y Serena Autieri, Noemi es la narradora.

## Clasificación
| Clasificación (2011) | Posición más alta |
| -------------------- | ----------------- |
| FIMI                 | 6                 |
| Itunes               | 1                 |
| Musica & Dischi      | 1                 |
| Dada                 | 1                 |
| Airplay Italia       | 1                 |
| Euro top 200         | 47                |

- Datos: Q2570483